# توپراک رازگاتلی اوغلو

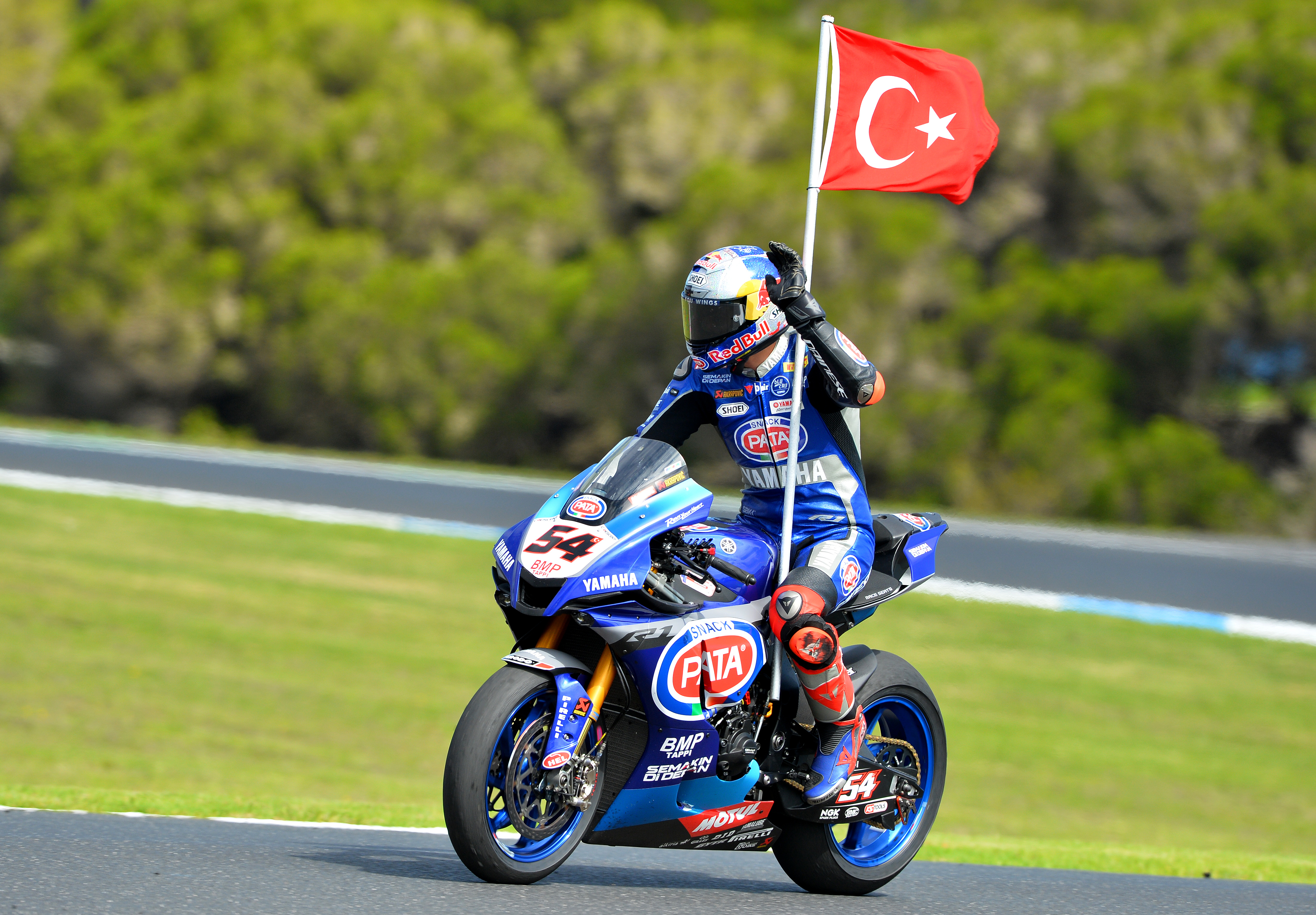
توپراک رازگاتلی اوغلو - ۲۰۲۰

توپراک رازگاتلی اوغلو (متولد ۱۶ اکتبر ۱۹۹۶ در شهر آلانیا، استان آنتالیا) یک موتورسوار اهل ترکیه است که برای تیم یاماها در مسابقات قهرمانی جهانی سوپربایک شرکت می‌کند. توپراک در سال ۲۰۲۱ قهرمان سوپربایک جهان شد و به دوره شش ساله قهرمانی جاناتان ریا پایان داد. او اولین قهرمان ترک جهان در تاریخ سوپربایک شد.

## حرفه
توپراک رازگاتلی اوغلو از سن ۷ سالگی شروع به موتورسواری کرد. او با راهنمایی عارف رازگاتلی اوغلو، پدرش که با نام مستعار «تک تکر عارف - به فارسی عارف تکچرخ» شناخته می‌شد، در سن ۱۶ سالگی در استانبول پارک (تنها پیست موتور جی پی کشور ترکیه) رکورد شکست و قهرمان ترکیه شد.
او اولین مسابقه خود را در ۵ اکتبر ۲۰۱۴ در مسابقات قهرمانی Superstock ۶۰۰ اروپا در Magny Cours با کاوازاکی ZX-6R برنده شد. در سال‌های ۲۰۱۳ و ۲۰۱۴ توپراک در جام Rookies MotoGP Red Bull شرکت کرد و به ترتیب در مقام‌های دهم و ششم مسابقات را به پایان رساند. مسابقات قهرمانی اروپا در سال ۲۰۱۵ سوپراستاک ۶۰۰ را با کاوازاکی ZX-6R برد. در مسابقهٔ Superstock ۱۰۰۰ اروپا در سال ۲۰۱۷ نایب قهرمان شد. او اولین موتورسوار ملی ترکیه شد که مسابقه سوپربایک فرانسه ۲۰۱۹ را با کسب مقام اول به پایان رساند.
او اولین برد فصل خود را در استرالیا با تیم جدید خود پاتا یاماها در مسابقات قهرمانی جهانی سوپربایک ۲۰۲۰ به دست آورد.
در رده‌بندی موتورسواران قهرمانی جهان سوپربایک در سال ۲۰۲۱، او جلوتر از نزدیک‌ترین رقیب خود، جاناتان ریا، به پایان رسید و به مقام قهرمانی رسید.

## زندگی خصوصی
توپراک رازگاتلی اوغلو، متولد آلانیا، دومین پسر موتورسوار بدلکار معروف ترکیه ای عارف رازگاتلی اوغلو، معروف به تک تکر آریف است. پدرش در ۱۷ نوامبر ۲۰۱۷ پس از تصادف با موتور سیکلت در آنتالیا به همراه دوست دخترش در صندلی عقب جان باخت.